# Bollenveld

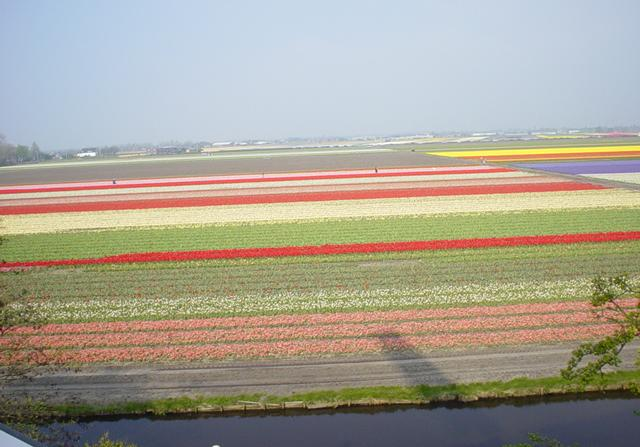
Bollenveld in de buurt van Lisse (2005)

Een bollenveld is een bijproduct van de bloembollenteelt dat in Nederland talrijke buitenlandse toeristen trekt.
Een bollenveld is een akker waarop op commerciële wijze bolgewassen (aanvankelijk alleen tulpen) worden gekweekt. Nadat de bollen in bloei zijn gekomen worden zij gekopt. De bollen worden vervolgens geoogst en over de hele wereld geëxporteerd, waar zij door de kopers in eigen tuin worden geplant.
De eerste bollenvelden ontstonden vanaf de tweede helft van de 19e eeuw in de huidige Bollenstreek. Ook tegenwoordig vindt men de meeste bollenvelden nog in de Bollenstreek en het noorden van de provincie Noord-Holland, maar ook elders in het land, onder andere in de buurt van Venlo, op Texel, in het noordwesten van de provincie Friesland, in de Noordoostpolder en op de Zeeuwse en Zuid-Hollandse eilanden kan men bollenvelden aantreffen.

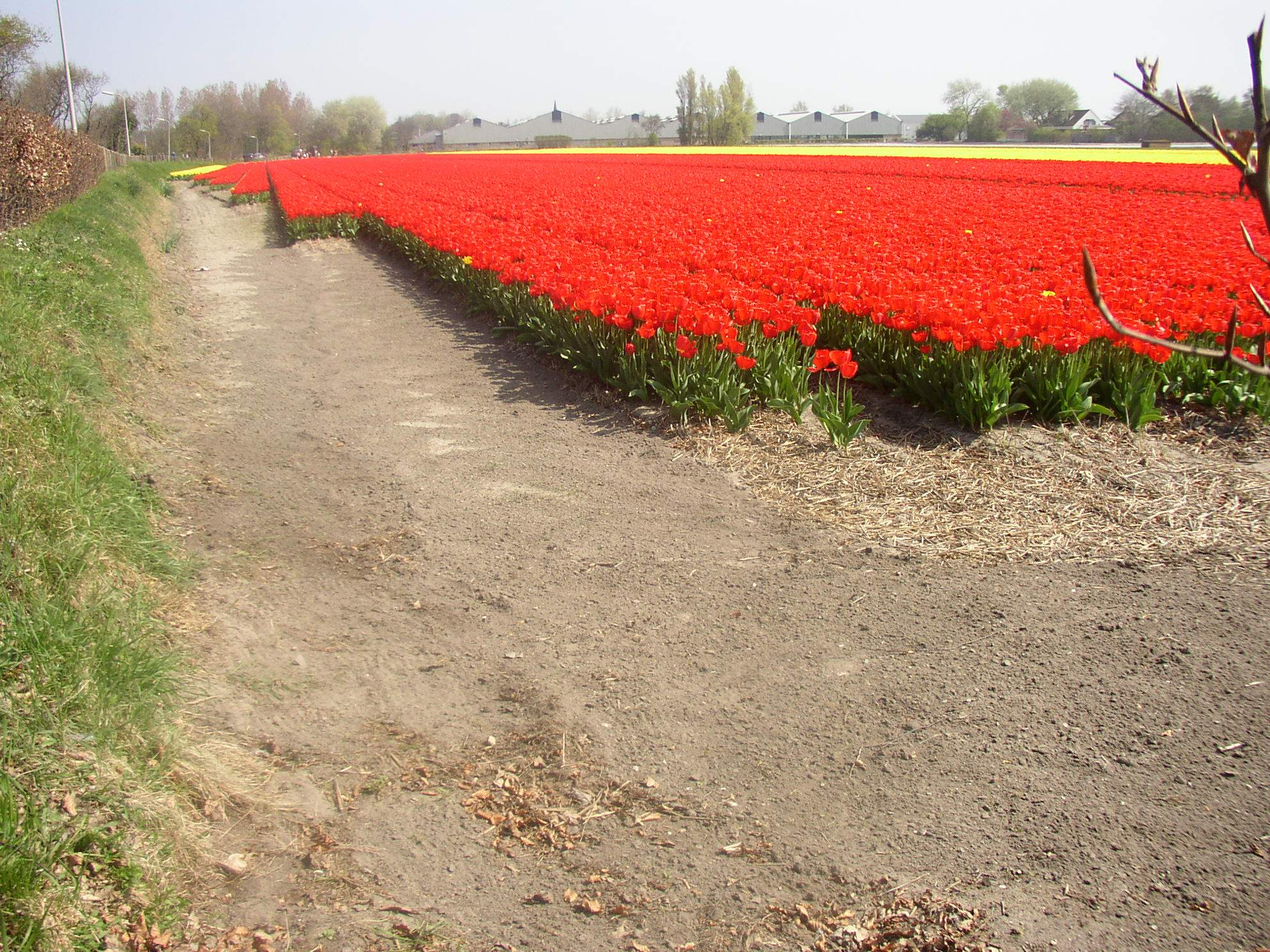
Bollenvelden in 2005, Noordwijkerhout